# Rinn
Rinn je obec v Rakousku ve spolkové zemi Tyrolsko v okrese Innsbruck-venkov. Zaujímá plochu 10 kilometrů čtverečních, z nichž 65 % je zalesněno. Obec má převážně zemědělský charakter.
K 1. lednu 2021 zde žilo 1951 obyvatel.

## Poloha
Obec Rinn leží v nadmořské výšce 918 m v jihovýchodní části Mittelgebirge východně od Innsbrucku a jižně od Innu. Tato oblast byla původním dnem údolí řeky Inn, dokud ledovce v době ledové nevytvořily dnešní údolí. Na jihu se území obce zvedá do výšky přibližně 2500 metrů.
Rozloha obce je něco málo přes deset kilometrů čtverečních. Z toho je 62 % tvoří lesy a 21 % využíváno pro zemědělství, z celkové ploch je 27 % obydleno.

### Sousední obce
Obec sousedí s Aldrans, Ampass, Ellbögen, Tulfes.

## Historie
Původní název obce Runna vychází etymologicky z rétorománského označení a původem sahá k roku 980. První písemná zmínka o obci pochází z roku 1250, kdy ji vlastnil hrabě Albert Tyrolský. Proslulým poutním místem se obec stala od 17. do poloviny 20. století díky domnělému dítěti-mučedníkovi Anderlovi z Rinnu. Po zjištění mylné legendy innsbrucký biskup Rudolf Stecher roku 1994 poutní místo oficiálně zrušil.

## Památky

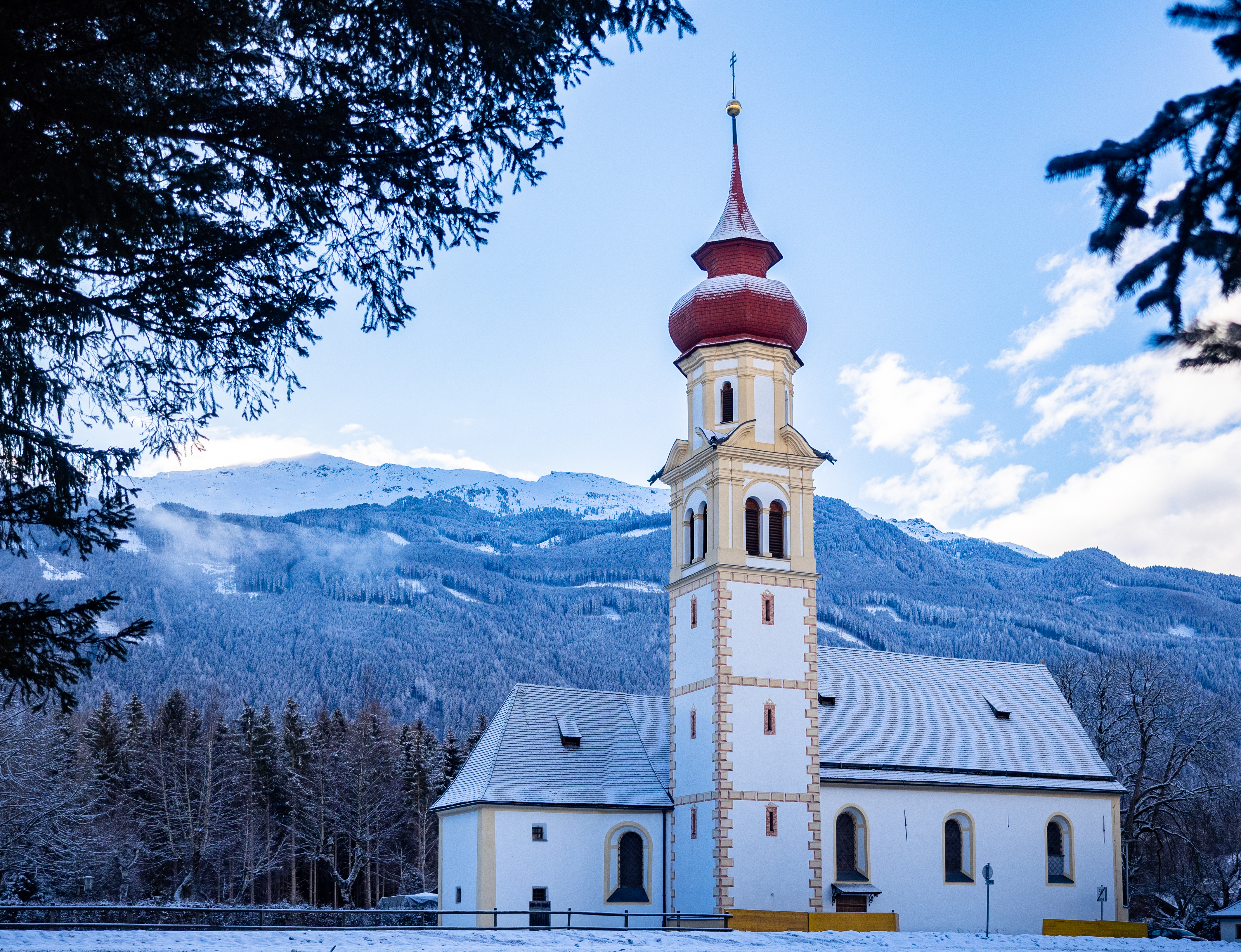
Kostel Navštívení Panny Marie v místní části Judenstein

- Kostel Navštívení Panny Marie, ve zdivu středověkého původu, přestavěn a vyzdoben kolem roku 1670 podle záměru italského lékaře a projektanta Hippolyta Guarinoniho († 1654) jako poutní svatyně pro tehdy uctívané dítě Anderle z Rinnu. Díky oddělení fary od Ampassu vznikla roku 1721 spojená farnost Tulfes/Rinn. Roku 1776 byl chrám stavebně upraven a jeho gotická věž byla uzavřena cibulovitou bání. Roku 1953 byl Anderlův kult zrušen, a po roce 1988 fresky s jeho údajným mučednictvím zabíleny.
- Farní kostel sv. Ondřeje je gotického původu, připomíná se roku 1335 a vysvěcen byl v roce 1475. Loď a chór jsou rokokové z let 1775-1776, v téže době vyzdobené freskami Josefa a Franze Xavera Ginerů.
- Hřbitovní kaple se hřbitovem, kaple postavena roku 1776
- Ďáblův mlýn (Die Teufelsmühle), leží u obce směrem k Aldrans, je to přírodní památka: skála s mlýnským náhonem.